# Giovanni Bolla
Giovanni Bolla (Parma, 26 gennaio 1650 – Parma, 15 settembre 1735) è stato un pittore italiano.

## Biografia
Si formò sugli esempi di Carlo Cignani e dei Bibiena.
A Parma ha lasciato un'Assunzione nella chiesa di San Pietro, un San Carlo nella chiesa di San Cristoforo e alcuni affreschi nel palazzo vescovile, nella chiesa di San Luca degli Eremitani e nell'oratorio di San Quirino.
Realizzò alcuni affreschi a soggetto mitologico nella Rocca Meli Lupi di Soragna e dipinse per la cappella palatina una Crocifissione e un Sant'Antonio abate.
Gli sono stati attribuiti il Martirio di San Fedele conservato nel convento di San Francesco a Busseto e, con un grado di probabilità molto elevato, gli affreschi della Sala del Trionfo Farnesiano nella reggia di Colorno.
La sua decorazione per la chiesa di San Francesco di Paola a Parma è andata perduta.
Nella chiesa parrocchiale di Sant'Andrea Apostolo a Castelnovo di Sotto è suo l'affresco nella cupola che rappresenta la Gloria di Sant'Andrea (1732).